# Байкалски тюлен
Байкалски тюлен (Pusa sibirica), наричан също нерпа, е сред 3-те вида тюлени, живеещи в пресни води.
Среща се единствено в езерото Байкал.

## Външна характеристика
Байкалският тюлен е с дължина към метър и шестдесет сантиметра и е един от най-малките видове тюлени. Тялото му тежи до петдесет килограма и има дебел слой подкожни мазнини. Отличен плувец е.

## Хранене
Храни се с риба и дребни безгръбначни като речни раци.

## Размножаване
Размножава се от април до юли, като двойките остават за цял живот заедно. Ражда от две до три малки.